# Friedhof Dieweg

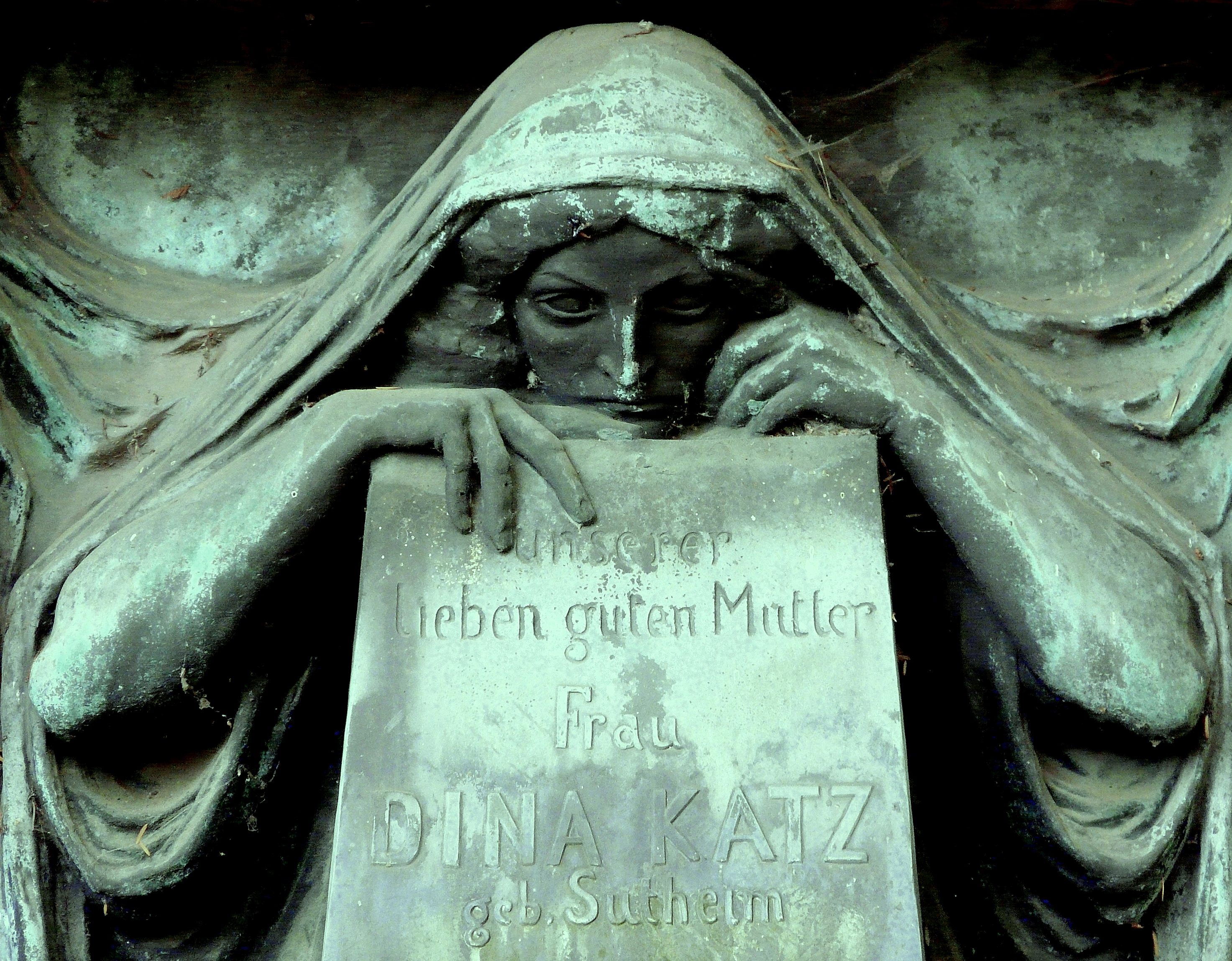
Grabmal für Dina Katz, 1908

Der Friedhof Dieweg ist ein alter Friedhof auf dem Gebiet der Brüsseler Gemeinde Uccle (flämisch: Ukkel), der seit 1958 geschlossen ist und sich zu einem der ungewöhnlichsten Ausflugsziele der belgischen Hauptstadt entwickelt hat.

## Geschichte

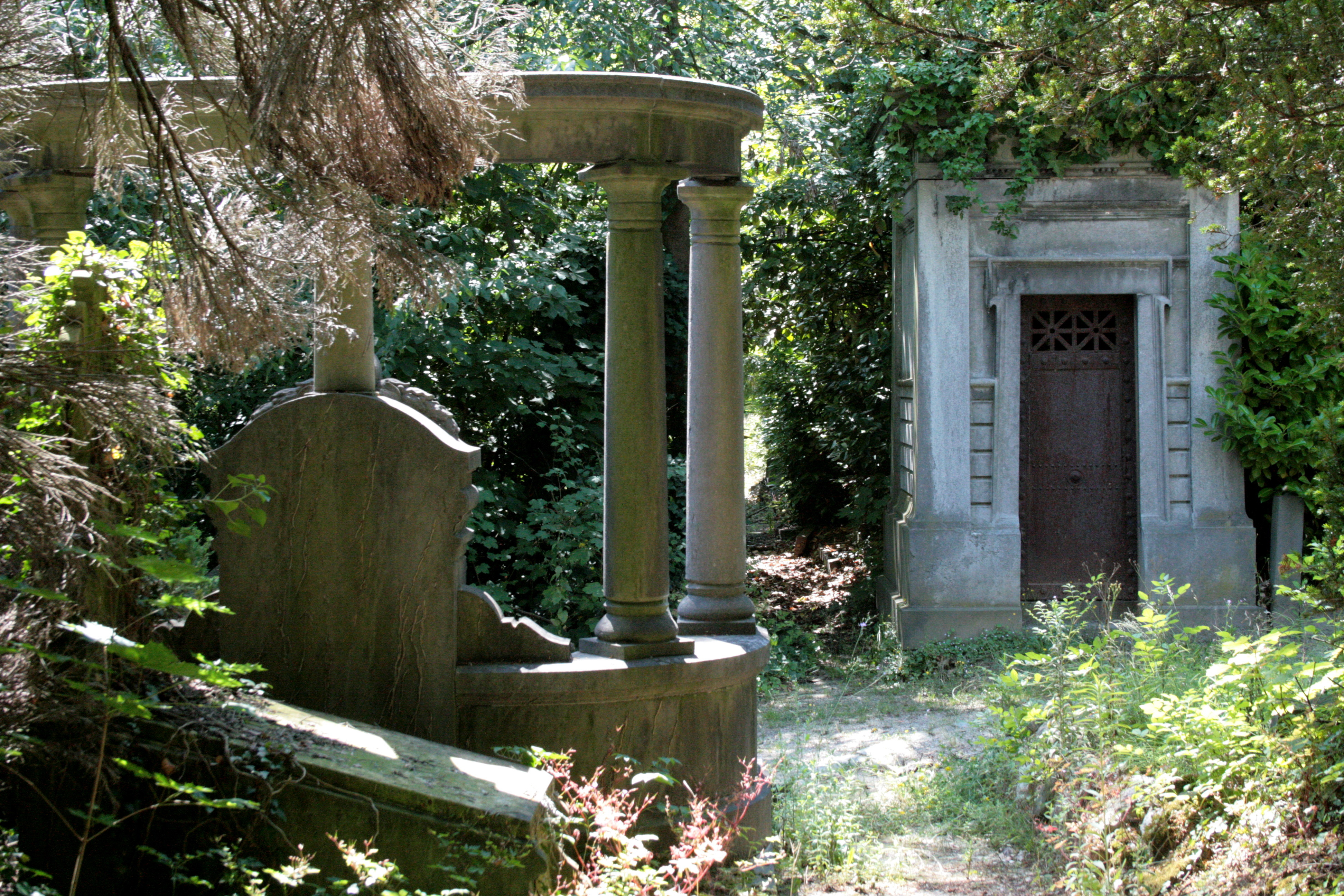

Wie viele andere Brüsseler Friedhöfe wurde auch der Dieweg-Friedhof nach der verheerenden Cholera-Epidemie von 1866 geschaffen. Der Friedhof wurde entlang des alten Dieweges in Uccle/Ukkel angelegt und bietet durch seine Hanglage am Nordhang des Geleytsbeek-Tals einen Blick auf den Wald von Soignes. Das Bevölkerungswachstum und die Schließung der Friedhöfe Sint-Job (1871) und Sint-Pieters (1876) führten dazu, dass der Friedhof schnell überfüllt war und die Behörden 1945 den neuen Friedhof von Verrewinkel eröffnen mussten. Seitdem werden auf dem Dieweg nur noch selten Bestattungen vorgenommen und der Friedhof wurde 1958 geschlossen.
Der Friedhof wird kaum gepflegt und verändert sich langsam. Die Eisenbeschläge beginnen zu rosten, die Denkmäler verfallen. Die Vegetation überwuchert Wege und Gräber, bis sie einen großen Teil des Friedhofs vollständig bedeckt. Heute ist es ein Refugium für eine große botanische Vielfalt, die Insekten, Vögel und Nagetiere anzieht. Auf einer Fläche von weniger als drei Hektar wurden mehr als zweihundert Pflanzenarten gezählt.

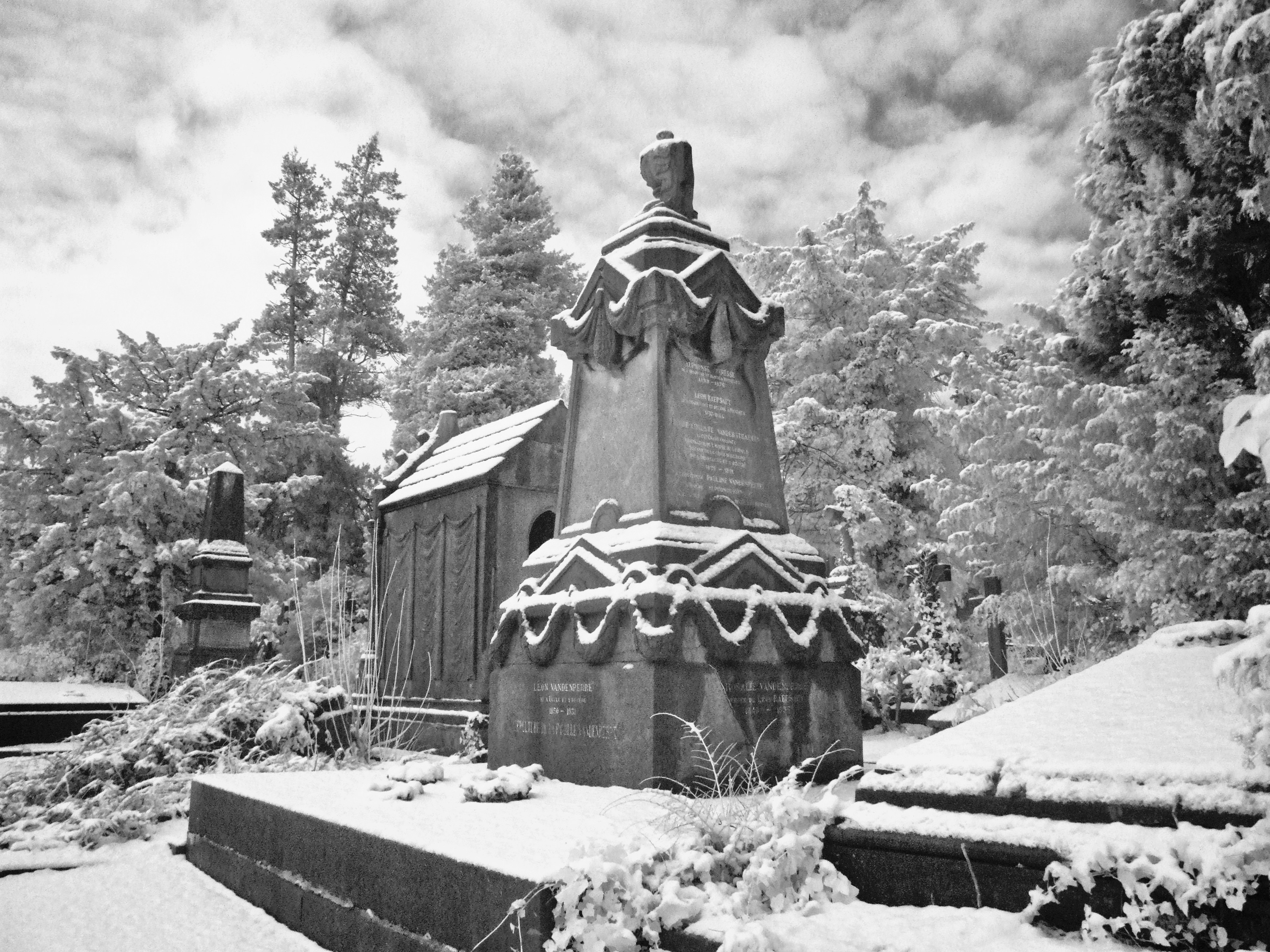

Diese Verbindung von Architektur und Natur, von Stein und Pflanzen, strahlt eine sehr romantische Atmosphäre aus. In einigen Teilen des Friedhofs hat man das Gefühl, durch einen Wald zu wandern, der die Überreste einer antiken Zivilisation bedeckt. Aus dem Blätterdach ragen Elemente der Grabdekoration, Schmiedearbeiten, Medaillons mit Gesichtern und Steinplatten, auf denen noch die oft wiederholten Worte Ewigkeit und Perpetuum mobile zu lesen sind.

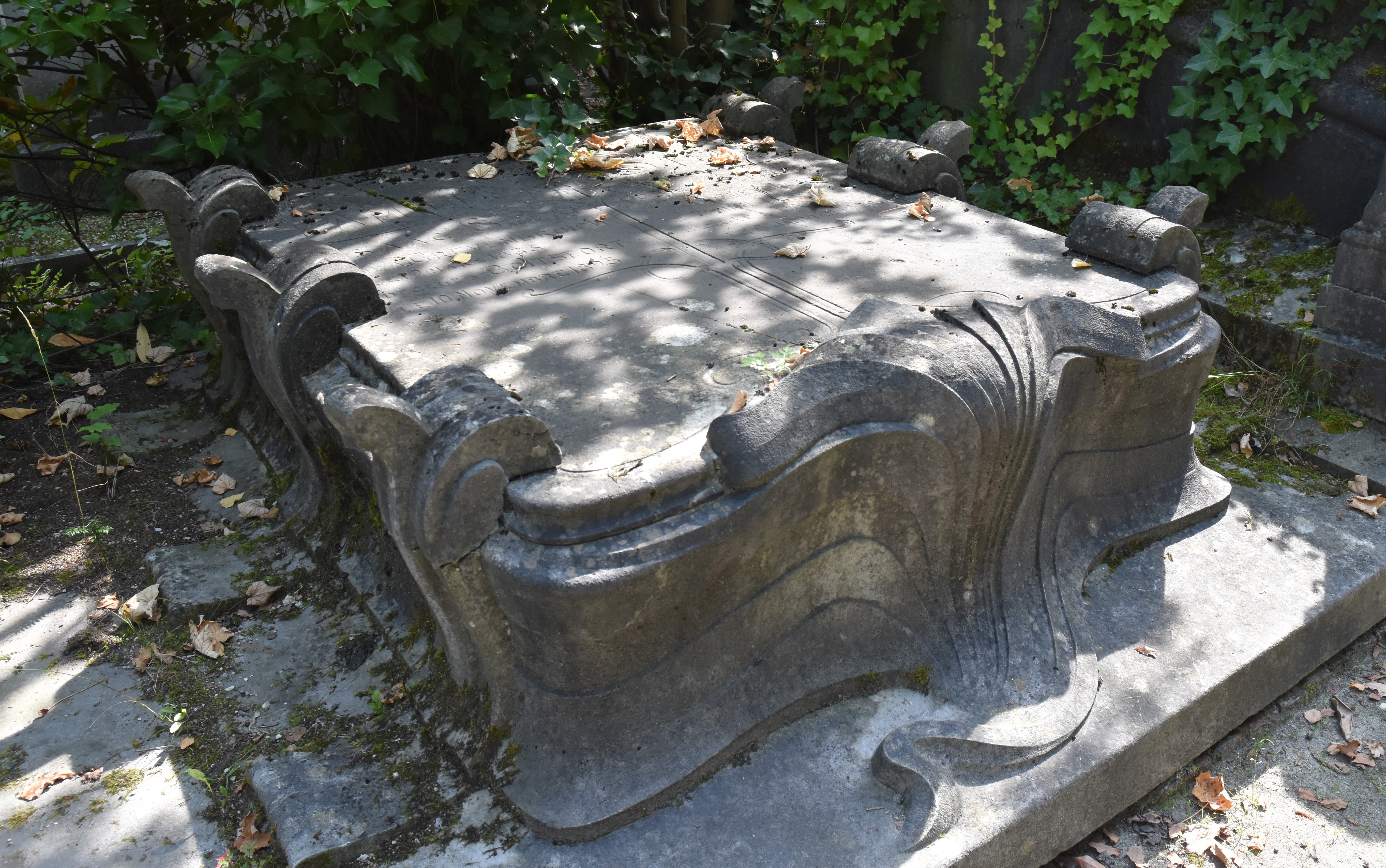
Grabstein entworfen von Victor Horta

Beeindruckende Denkmäler verschiedener Stilrichtungen (Neogotik, Neoklassizismus, Jugendstil) beherbergen die Grabstätten der Bankiersfamilien Lambert und Allard, des Brauereibesitzers Herinckx sowie von Ministern, Bürgermeistern und Richtern. Das Denkmal auf dem Grab des Ehepaars Stern wurde von Victor Horta entworfen. Außerdem befinden sich hier die Gräber der Architekten Jean-Pierre Cluysenaar und Paul Hankar.

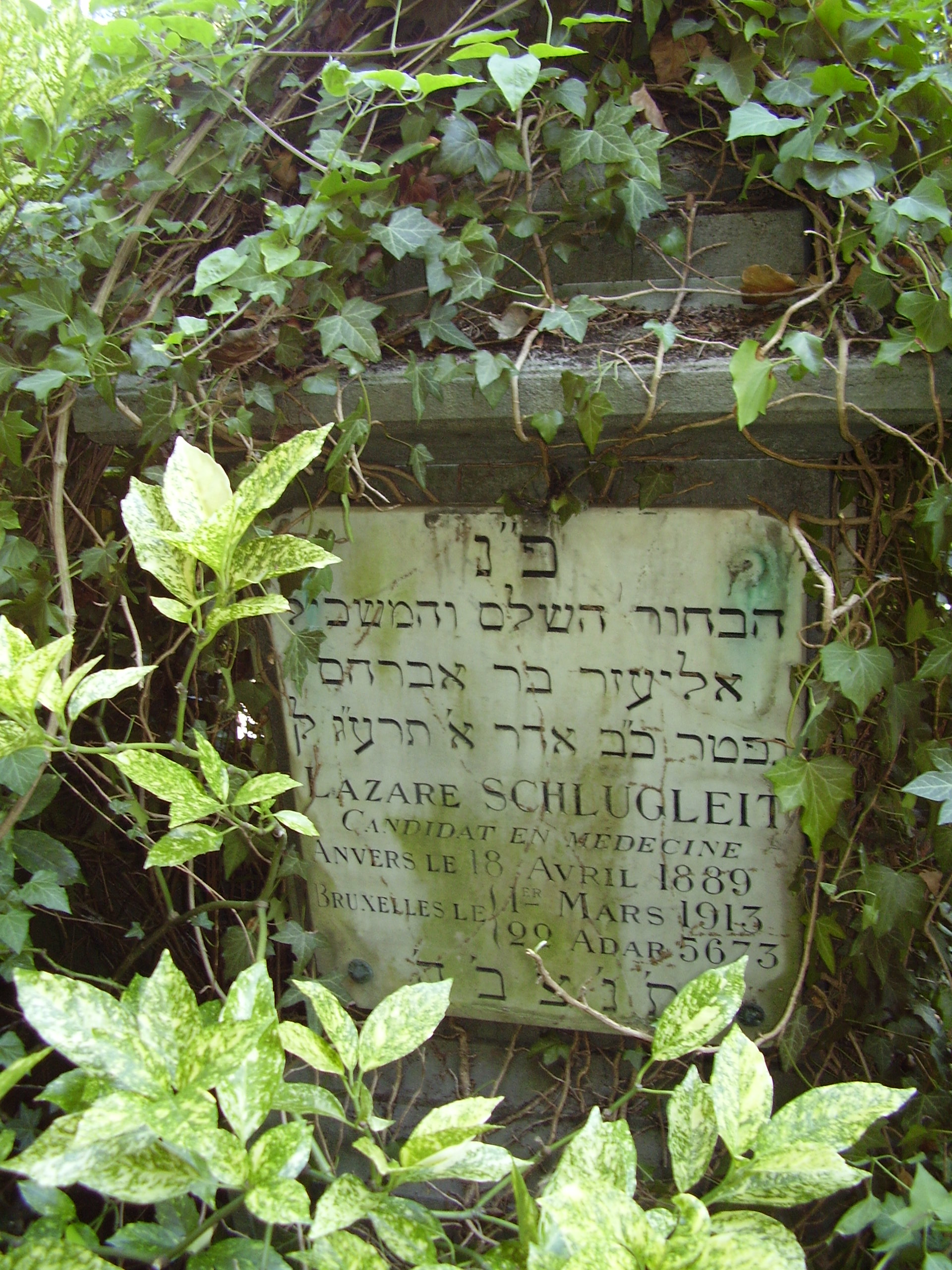

Eine weitere Besonderheit von Dieweg ist der große aschkenasisch-jüdische Friedhof, dessen Menschen aus etwa 15 verschiedenen Ländern stammen und dessen Epitaphe und Inschriften Gegenstand von Studien waren.
Seit der Schließung des Friedhofs finden noch einige Beisetzungen statt, in der Regel in bestehenden Familiengräbern oder ausnahmsweise mit Sondergenehmigung, wie sie dem Zeichner Hergé (alias Georges Remi) oder dem Violinisten Philippe Hirshhorn erteilt wurde. Seit 1997 steht die gesamte Anlage unter Denkmalschutz.